# Lydie Solomon
Lydie Solomon (Lydie Waï Solomon) est une pianiste et actrice française, née en 1981, d'un père franco-roumain et d'une mère coréenne. Elle parle couramment le français, le coréen, l'anglais et l'espagnol,.

## Une virtuose précoce
Après avoir commencé le piano dès l'âge de deux ans, enfant prodige, Lydie Solomon entre à l'École normale de musique de Paris à cinq ans. 
Elle donne un premier récital à l'âge de dix ans dans le cadre du Printemps musical de Silly (Belgique). À onze ans, elle entre au conservatoire national de région de Paris, où elle suit les enseignements de Pascal Devoyon et Dominique Merlet, où elle obtiendra un premier prix à l'unanimité du jury en 1996 puis sera diplômée à l'unanimité avec les félicitations du jury du degré de Perfectionnement en 1997. À 13 ans, elle remporte le concours de Radio France, ce qui lui vaudra de se produire avec l'Orchestre national de la Garde républicaine, concert diffusé sur France Musique.
Elle entre ensuite au Conservatoire national supérieur de musique de Paris, où elle est l'élève notamment de Jacques Rouvier et obtient en 2000 un premier prix avec mention Très bien, en piano, formation musicale, analyse musicale, lecture à vue, musique de chambre, art dramatique et chant choral.
Parallèlement à cela, elle entre en prépa commerciale en 2000, et intègre l'ESSEC en 2002, où elle commence une carrière de consultante en organisations.
Sélectionnée à quinze ans par Paul Meyer et Eric Le Sage pour des concerts de musique de chambre, elle se produit ensuite à plusieurs reprises en Corée du Sud après avoir été remarquée par les chefs d'orchestre Myung-Whun Chung et Nanse Gum. François-René Duchâble la sollicite pour des œuvres à deux pianos en 2005 et 2006.
Son premier album "Eldorado" (après son retour à la scène du piano classique), publié en 2011 est consacré à la musique espagnole (ou hispanisante) et latino-américaine (Padre Soler, Enrique Granados, Eduardo Sánchez de Fuentes, Manuel de Falla, Debussy, Ravel, Ernesto Lecuona, José Asunción Flores, Carlos Chávez, Alberto Ginastera, Julián Aguirre, Isaac Albéniz, Astor Piazzolla) et contient deux compositions originales,.
Après une tournée à Cuba en 2012, Lydie Solomon présente en 2013 un nouveau programme consacré aux liens peu connus entre la musique de Frédéric Chopin et celle de divers compositeurs cubains, intitulé « De Chopin à Cuba », dont un CD est publié l'année suivante. Elle participe à l'événement « Play Me I'm Yours » à Paris en 2012, 2013, 2014.
En 2014, Lydie Solomon se produit en récital pour piano solo à Varsovie, Biarritz, Mexico et aux Émirats arabes unis où elle fait l'ouverture de la saison 2014-2015 des Abu Dhabi Classics. Réputée pour « ses talents démultipliés d'excellente instrumentiste et d'actrice polyglotte », elle se produit également en concert avec orchestre symphonique à Morelia (Mexique) en 2014 (Concerto en sol majeur de Maurice Ravel) et à Płock (Pologne) en 2015 (Concerto n° 20 en ré mineur de Mozart).

## Lydie Waï
Entre 2008 et 2010, Lydie Solomon met une parenthèse à sa carrière de pianiste.
Elle entre au Cours Florent et suit une formation à l'Actors Studio.
Sous le nom de scène de Lydie Waï, elle tient le premier rôle féminin dans l'ultime long métrage Vivre ! réalisé par Yvon Marciano et sorti en 2009. Elle y joue Kim, une pianiste trahie par ses mains fatiguées par des années de sollicitation trop intense.
Elle compose également des chansons qu'elle interprète en concert et publie l'album Harmonie avec Thierry Lier en 2009.

## Discographie
- Disque de concerts en Corée, 2001, Dichter Liebe Classics.
- Harmonie, CD, 2009, Consultatis.
- Eldorado, de Padre Soler à Astor Piazzolla, CD, 2011, Intrada.
- De Chopin à Cuba, CD, 2014, Consultatis-Solomontmartre
- Euromantique, CD, 2017, Consultatis

## Filmographie

### Cinéma
- 2008 : Vivre ! d'Yvon Marciano,« Vivre! » (présentation de l'œuvre), sur l'Internet Movie Database, [vidéo] « Bande annonce », sur YouTube, [vidéo] « Extrait », sur YouTube : Kim
- 2011 : La Planque : Flora

### TV
- 2013 : Série Profilage (Saison 4 épisode 11) : Sophia Kaplan

### Divers
- 2012 : [vidéo] Récital lors des 17es rencontres de l'Aubrac sur Dailymotion par Simon Gerland, Festivisuel